# Монтемале-ди-Кунео
Монтемале-ди-Кунео (итал. Montemale di Cuneo) — коммуна в Италии, располагается в регионе Пьемонт, в провинции Кунео.
Население составляет 227 человек (2008 г.), плотность населения составляет 21 чел./км². Занимает площадь 11 км². Почтовый индекс — 12025. Телефонный код — 0171.
Покровителем коммуны почитается Архангел Михаил, празднование 29 сентября.

## Демография
Динамика населения:

## Администрация коммуны
- Официальный сайт: